# Heteropsomys insulans
Heteropsomys insulans (острівний печерний щур) — вид гризунів родини Голчастих щурів, зниклий вид. Радіовуглецевий аналіз показав, що цей вид, ймовірно існував до прибуття до Вест-Індії перших європейських поселенців. Жив на Пуерто-Рико та острові Вьєкес. Причиною вимирання ймовірно були пацюки.